# Месечари (стрип)
Месечари је епизода Дилан Дога објављена у свесци бр. 118. у издању Веселог четвртка. Свеска је објављена 23.02.2017. Коштала је 270 дин (2,17 €; 2,3 $). Имала је 94 стране.

## Оригинална епизода
Оригинална епизода под називом I sonnambuli објављена је у бр. 327. оригиналне едиције Дилана Дога која је у Италији у издању Бонелија изашла 28.11.2013. Епизоду је нацртао Лука дел Уомо, сценарио написао Андреа Кавалето, а насловну страну нацртао Анђело Стано. Коштала је 3,5 €.

## Кратак садржај
Елизабетa  је оптужена за убиство супруга. Тврди да га није она убила, већ да је у том тренутку била запоседнута злим дусима које је сањала. Дилан преузима случај, али за кратко време дешава се још неколико убистава са сличним образложењем: убице се буде из сна и убијају своје жртве у кататоничком стању. Дилан тапка у мраку са истрагом све док га сама Елизабета не упућује на клинику др Роберта Фарела, у којој се  лече пацијенти од несанице, ноћне апнеје,  нарколепсије, сонамбулизма, бруксизма итд. Дилан сазнаје да се на клиници спроведе тајни екперименти у којима научници покушавају да утичу на људско понашање преко контроле снова.
Верује се да је епизода нека врста посвете 5. епизоди Убице, коју је 1987. г. такође цртао Лука дел Уомо. У обе епизоде заплет започиње серијом необјашњивих убистава које изврше обични људи.

## Познате личности на насловници
Роберто Рекиони (гл. уредник едиције), Анђело Стано (творац Дилан Дога), и Паоло Барбато (сценариста) налазе се на насловној страници.

## Претходна и наредна епизода
Претходна епизода носила је наслов На кожи (бр. 117), а наредна Острво Треш (бр. 119).